# Беломестная Криуша
Беломе́стная Криуша — деревня в Тамбовском районе Тамбовской области. В окрестностях деревни расположена река Криуша, в честь которой деревня и получила название. Деревня является центром Беломестнокриушинского сельсовета.

## География
Село расположено в центральной части Тамбовской области в 25 км от Тамбова. Неподалёку расположены трассы M6 (<10 км.) и P119 (≈3 км).

## История
Начало основания деревни Беломестная Криуша было положено переселением сюда однодворческой семьи Павла Захаровича Загузова со своими сыновьями в 1816 году. В документе этого времени сказано: «Деревня Ярушки на речке Криуше, однодворцы: Павел, Григорий, Максим Загузовы и их семьи».
С переселением на Криушу большой группы однодворцев из Беломестной слободы Лысых Гор в 30-х годах XIX века поселение стало называться Беломестной Криушей.

## Население
| 2002 | 2010  |
| ---- | ----- |
| 1391 | ↘1307 |

### Национальный состав
Согласно результатам переписи 2002 года, в национальной структуре населения русские составляли 99% от жителей.

## Инфраструктура
В деревне находится Церковь Михаила Архангела, основана в 1995 году в переоборудованном здании 1962 года постройки.